# 喘息服務
喘息服務（英語：Respite care），是對被照顧者做短期的照顧，以減輕照顧者的壓力，讓照顧者獲得暫時的休息的服務。

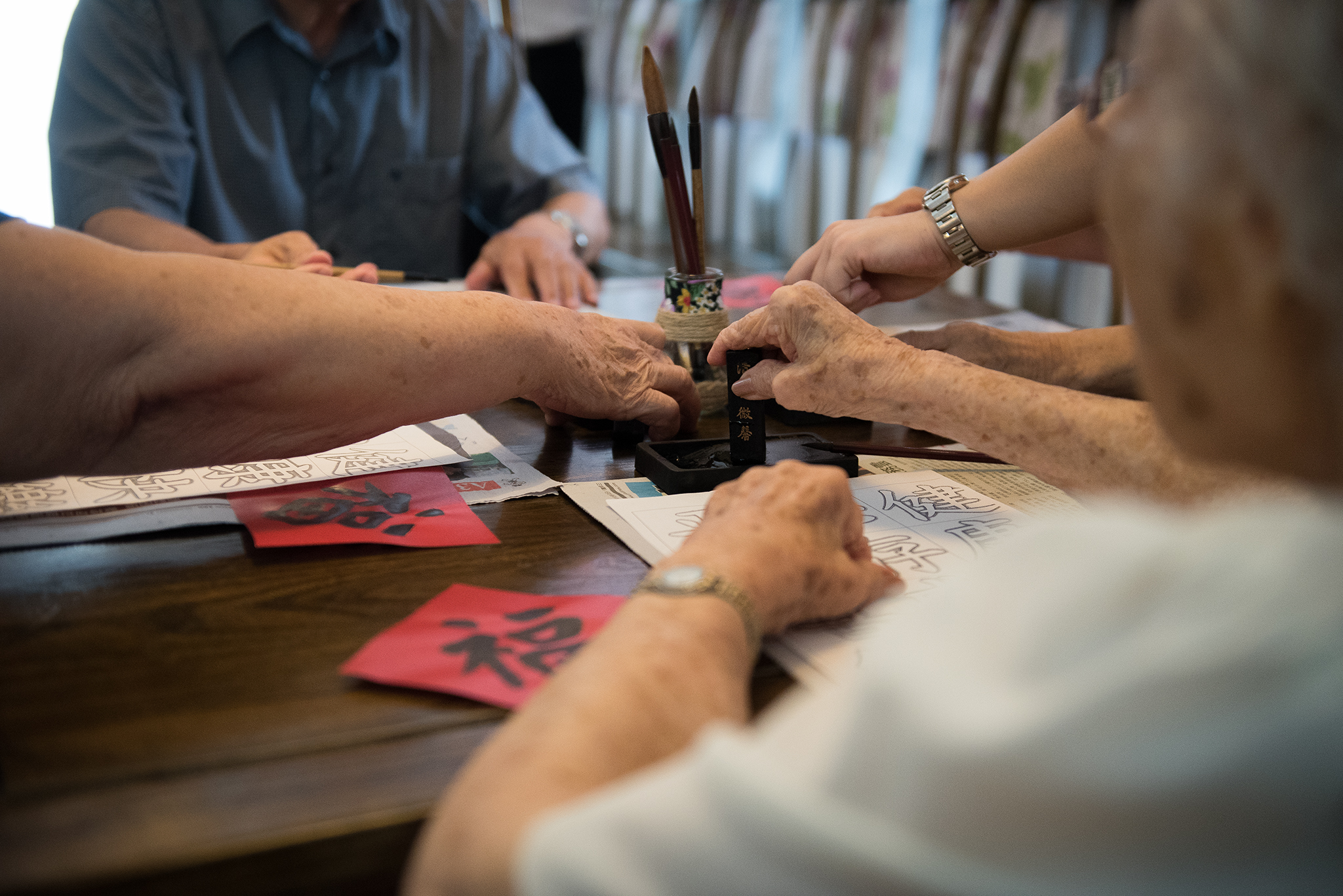
長輩在機構接受照顧——寫書法

## 沿革
喘息服務的起源可溯至1948年英國NHS（英語：National Health Service）國家醫療服務體系提供之服務，稱臨時照顧或短期休息（英語：Short-term breaks）喘息地點稱短期居留館（英語：Short-stay Hostels）。 不同國家的喘息服務發展史與相關法律均有所不同。
美國的喘息服務始於1970年代，是為配合失能、心智障礙者之去機構化措施（英語：Deinstitutionalization）所創之非機構式照護服務。1981年美國政府開始著手製定以照顧者為服務對象的喘息服務。美國對於喘息服務有完善的政策法規支撐，2000年完成家庭照顧者支持項目，2006年「喘息壽命法案」明定各州資金的分配。
澳洲政府在1985年製定「居家與社區照顧計劃」及「老年人照顧改革戰略」，讓老人得到良好的照顧服務，照顧者的身心壓力也得到喘息；1966年製定針對照顧者的「國家照顧者休養法案」，建立喘息服務中心；2006年頒布「老年癡呆者居家照護法案」，再一步支持喘息服務。

## 喘息服務性質
喘息服務性質類似暫托服務，可供照顧者休息及接受專業訓練、減少照顧者身心壓力，算是對家庭提供協助的方法。喘息服務算是照顧者的資源，服務時間超過24小時，目的在於讓照顧者有充分的休息時間，避免身心過勞而發生意外，喘息服務可提高家庭成員的和諧度，減少家庭被社會孤立，是有助益的。

## 喘息服務必要性
有關長期照顧相關的研究中，約有一半著重於被照顧者的照顧品質及方法等議題，有的主要照顧者（英語：Carer）為負起照顧責任而放棄工作及原本的生活，長時間下來導致照顧者身心俱疲。
相對於被照顧者而言，照顧者的心理壓力、體力容易被忽略，通常都是發生事情才被重視。大部份的人不懂體諒甚至責備照顧者，這對於長期付出精力的照顧者不公平。喘息服務即是針對居家照顧者而設計的服務。據研究，照顧者有3/4會出現情緒急躁、慢性疲勞感、健康狀況變差、睡眠不足、精神抑鬱、心情沈悶等問題； 同時有研究顯示，照顧者因照顧病人而造成健康和情緒受損，照顧者患有慢性神經衰弱的有87%，患有憂鬱傾向的有65%，得憂鬱症的有20%。
隨照顧者年紀漸高，老人（被照顧者）失能、失智程度漸漸嚴重，照顧者身心健康程度也隨著惡化。喘息服務即是能緩衝上述問題、現象所必要的策略及方法。專家建議不要把責任自己扛，適度把責任分擔他親人或利用各縣市政府提供的喘息服務等，讓身體稍做休息緩解壓力。

## 美國社會喘息服務
美國紐約喘息服務主要分三種：（1）在家服務：是由公共護理機構、社會服務部門、志工組織、私人非營利機構或家庭健康機構提供。服務人員皆是經過培訓的專業人員。（2）陪同服務：由專業照顧有特殊需求老人的工作者提供，這類服來自於特殊機構或服務組織的項目。（3）消費者導向照護：服務提供者是由家庭直接選擇，再經喘息項目或家庭成員直接培訓。如需支付服務費，是由特殊項目直接給家庭照護者的經費提供。
美國非居家喘息服務種類有以下幾種：（1）住宿家庭：在提供者的地方進行服務。（2）成人日間照料中心：將老人送至日間中心，星期一至五，每天8小時。（3）醫療模式：此服務針對高照護需求的老人，在醫院進行。（4）家庭合作交換：彼此交換喘息服務，通常不需要費用。
美國喘息服務的層面廣，沒有年齡、家庭況狀限制，照顧者皆可享有高品質的服務，並有充足的經濟支援。
美國喘息服務經費來源有：（1）個人支付來源─工作收入所得、社會保障金、養老金、保險等。（2）聯邦或州的資助─長期照護保險、本地養老機構。

## 澳洲社會喘息服務
澳洲喘息服務根據老人和照顧者需求制定服務時間長度，服務地點可以在家中或機構。
澳洲依服務時間可分短期服務與長期服務。短期服務有：（1）在家喘息：由照護者到老人家中服務，（2）機構日間照護：服務地點在日照中心，舉辦活動，讓老人有機會與其他人交流。（3）過夜和周末喘息服務，服務地點多樣化，可在 或機構中心進行。長期服務有：（1）社區照料中心照護：若照護者短期間需每天幫忙，可將老人送至社區照料中心托養。（2）住院喘息：針對不同疾病，醫護人員提供專業諮詢、培訓，為照顧者和老人提供支持。
澳洲喘息服務收費標準較低，政府在經費上給予很大的支持，通過照顧人津貼跟照顧人補助為照顧人提供金錢上的支持。

## 台灣社會喘息服務
在台灣，喘息服務是十年長期照顧制度所規劃的服務項目之一，目的是為減輕照顧者壓力並讓老人能受延續性的照顧；同時避免老人過早被送至機構。
喘息服務有两种提供方式——居家式喘息服務與機構式喘息服務。居家式喘息服務是由「居家照護」所衍生出來的另一種模式，1990年衛生署開始要求各縣市衛生所推動；1997年開始機構式喘息服務正式成為隸屬於「機構式照顧」項下的服務，且需仰賴長期照護相關機構為主要資源；1998年開始無論居家式喘息服務或機構式喘息服務，政府均明列於「老人長期照顧」的實施計畫中。除了居家式及機構式喘息服務外，還有日照中心喘息、小規模多機能夜間喘息、巷弄長照站臨托喘息服務等。
台灣喘息服務的經費來源於自遺贈稅、菸稅調增的稅課收入、政府預算撥充及菸品健康福利捐等，每年預估遺贈稅、菸稅調增的稅課收入約可達300億台幣。

## 外部連結
- 照顧服務篇 喘息服務（页面存档备份，存于），熟年福利網，[2017-01-21]
- 預告「家庭照顧者支持服務原則」草案（页面存档备份，存于），衛生福利部，[2018-06-12]
- 喘息服務（页面存档备份，存于），中華民國家庭照顧者關懷總會
- 喘息服務服務人數 （页面存档备份，存于），衛生福利部，[2018-02-27]